# Semmit a szemnek
A Semmit a szemnek (eredeti címe: Memoirs of an Invisible Man, alcíme: Egy láthatatlan ember feljegyzései) egy 1992-es, amerikai sci-fi filmdráma, amit Jonh Carpenter rendezett. A főbb szerepekben Chevy Chase, Daryl Hannah és Sam Neill látható. A forgatókönyvet H.F. Saint 1987-es Memoirs of an Invisible Man (Egy láthatatlan ember gondolatai) című regényéből írták. 
A nők a szellemét imádják. A C.I.A. a testét akarja. Nick csak a molekuláit szeretné visszakapni.

## Cselekmény
|  | Alább a cselekmény részletei következnek! |

A sármos, nőcsábász Nick Halloway egy tőzsdei elemző San Franciscóban. Egy konferencia után egy irodaházban, amelynek alagsorában laboratóriumi baleset történik, egy kanapén ébred, és rájön, hogy ő is, akárcsak az épület egy része, láthatatlanná vált. 
David Jenkins, a CIA ügynöke fedezi fel Nicket, amikor az éppen elhagyni készül az épületet; ettől kezdve a titkosszolgálat a láthatatlan ember nyomába ered, hogy kísérleti célokra használják. Új tulajdonságainak köszönhetően Nicknek sikerül megszöknie, és elrejtőzni Alice Monroe dokumentumfilmesnél, akivel néhány nappal korábban ismerkedett meg. A nő többek között segít neki egy maszkot modellezni, amellyel elvegyülhet az emberek között.
Miközben a Nick és a lány szerelembe esik, Jenkins tovább üldözi őket. Végül egy toronyház tetején, Jenkins és Nick összecsapnak és a küzdelemben Jenkins a mélybe zuhan, és meghal. A CIA pedig azt feltételezi, hogy Nick is meghalt és eltusolják az ügyet és Jenkins halálát öngyilkosságnak állítják be. 
Végül a láthatatlan férfi a svájci hegyekben síel. Otthon a terhes Alice várja őt.
|  | Itt a vége a cselekmény részletezésének! |

## Szereplők
| Szerep            | Színész            | 1. Magyar szinkron |
| ----------------- | ------------------ | ------------------ |
| Nick Halloway     | Chevy Chase        | Kovács István      |
| Alice Monroe      | Daryl Hannah       | Kiss Erika         |
| David Jenkins     | Sam Neill          | Balázsi Gyula      |
| George Talbot     | Michael McKean     | Csuja Imre         |
| Warren Singleton  | Stephen Tobolowsky | Orosz István       |
| Ellen             | Patricia Heaton    | Csere Ágnes        |
| Dr. Bernard Wachs | Jim Norton         | Pusztai Péter      |
| Morrissey         | Pat Skipper        | F. Nagy Zoltán     |
| Helikopterpilóta  | Rip Haight*        |                    |

- *John Carpenter álneve

## Forgatás
A filmet 84 napon keresztül forgatták 1991. áprilisa és júniusa között.
Carpenter elmondta, hogy az Industrial Light & Magic által készített effektek miatt „lényegében kétszer kellett felvennünk ugyanazt a filmet”, mivel a normál felvételek után az effektcsapat felállította a terjedelmes VistaVision mozgásvezérlő kamerákat, hogy ugyanazokat az elemeket újra felvegyék, miközben digitális adatokat gyűjtöttek a számítógépes képalkotáshoz.
Egy alternatív befejezést is forgattak, amelyben Alice egy láthatatlan gyermeket szül. Carpenter később azt nyilatkozta, hogy ezt a befejezést azért vágták ki, mert a Warner Brothers aggódott, hogy a közönség úgy reagálna a láthatatlan babára, mintha az egy szörnyszülött, ördögi gyermek lenne. Carpenter azt is elmondta, hogy a film forgatása alatt nagyon zaklatott volt. Miközben a stúdióvezetőkkel is harcolt, Carpenter azt állította, hogy Chase-zel és Hannah-val „lehetetlen együtt dolgozni”. Chase gyakran nem volt hajlandó viselni a speciális effektek sminkjét, és idő előtt levette azt, tönkretéve egy napnyi forgatási munkát.

## Bevétel
A Semmit a szemnek 1992. február 28-án került a mozikba 1753 moziban. A mozipénztáraknál a nyitóhétvégéjén 4,6 millió dollárt hozott, ami a második helyre volt elég, megelőzte, a harmadik hete műsoron lévő Wayne világa című film. A film az Egyesült Államokban 14 358 033 dollárt hozott.

## Kritikai visszhang
A Rotten Tomatoes-on a Semmit a szemnek 28%-os tetszési indexet ért el 36 kritikus véleménye alapján. 10 kritikus pozitívan 26 kritikus negatívan értékelte a filmet. Cinema magazin 60%-ot adott a Carpenter sci-fi vígjátékának. Ezt írták: A Semmit a szemnek már csupán jól megcsinált tucatáru, nincs benne semmi carpenteres (Amerikában meg is bukott). 

## Fordítás
- Ez a szócikk részben vagy egészben  a   Memoirs of an Invisible Man (film) című angol Wikipédia-szócikk fordításán alapul.  Az eredeti cikk szerkesztőit annak laptörténete sorolja fel. Ez a jelzés csupán a megfogalmazás eredetét és a szerzői jogokat jelzi, nem szolgál a cikkben szereplő információk forrásmegjelöléseként.